# Dan Laksov
Dan Laksov, född 10 juli 1940, död 25 oktober 2013, var en norsk matematiker, professor i matematik vid KTH.
Laksov blev candidatus realium med matematik som huvudämne vid Universitetet i Bergen på 1960-talet. Han disputerade 1972 vid MIT för Steven Kleiman och var primärt verksam inom algebraisk geometri. Bland annat har Laksov sökt generalisera teorin för weierstrasspunkter på riemannytor till scheman. Han handledde flera doktorander och var aktiv i debatten om matematikundervisning i grundskola, gymnasium och högskola.
Laksov var verksam som universitetslektor vid Stockholms universitet 1977–1978 och 1981–1984. Åren 1978–1981 var han verksam vid Institut Mittag-Leffler, som han också var föreståndare för 1987- 2 juni 1993. 1984–1986 var han professor vid Uppsala universitet och från 1986 till 2007 vid KTH. År 2008 promoverades han till hedersdoktor vid Universitetet i Bergen.
Laksov blev utländsk ledamot av Kungliga Vetenskapsakademien 1989 och av Det Norske Videnskaps-Akademi 1994.